# Felipe Castillo Alfaro
Felipe Baldomero Castillo Alfaro (Marcará, Áncash; 23 de agosto de 1949) es un médico y político peruano. Fue alcalde de Los Olivos durante 18 años entre 1996 y 2014. El 1 de enero de 2019 regresó al cargo hasta el 31 de diciembre de 2022.

## Biografía
Nacido el 23 de agosto de 1949 en la ciudad de Marcará, provincia de Carhuaz, departamento de Ancash; estudió la primaria en su pueblo natal y concluyó sus estudios secundarios en Carhuaz. Posteriormente estudió la carrera de Medicina Humana en la Universidad Nacional de Trujillo.
Entre los años 1978 y 1980 ejerció su profesión en Sihuas. En 1981 estudió un año de Posgrado de Medicina Interna en la Universidad Peruana Cayetano Heredia y su segundo Posgrado en la Facultad de Medicina en la Universidad Nacional Mayor de San Marcos. En 1984 trabajó en el Hospital Edgardo Rebagliati. En 1989 ascendió al cargo de Director Nacional de Planificación del Instituto Peruano de Seguridad Social hasta 1990. A partir de ese año se desempeñó como Director del Instituto Materno Infantil Rosa de Lima, de su propiedad ubicado en Los Olivos.
En el 1996 asumió por primera vez el cargo de Alcalde de Los Olivos. En 1998 recibió el trofeo al "Mejor Alcalde de la Costa del Perú". Liderando un nuevo partido Siempre Unidos, fue reelegido como alcalde de Los Olivos para un nuevo periodo (1999 - 2002), por un abrumador 62.3% de los votos emitidos, con lo cual, se convirtió en el alcalde que obtuvo mayor votación en todo el Perú.
Luego fue nuevamente reelegido por el pueblo olivense como alcalde de Los Olivos por los periodos 2002-2006, 2007-2010 y 2011-2014. En las Elecciones Municipales 2014 postuló a la Alcaldía de Lima Metropolitana, obteniendo 105 959 votos lo que representó un 2.8% de votos válidos. Finalmente, en 2016 se presentó a la presidencia del Perú, pero renunció el 10 de febrero, en las encuestas no alcanzaba ni siquiera el 1 % de intención de voto.
En el año 2018 es elegido Alcalde de Los Olivos por sexta vez en su historia, para el periodo 2019 - 2022, con un contundente 45%, con una amplia ventaja de casi 32% sobre su más cercano perseguidor.